# Buzin (Skrad)
 Buzin  falu Horvátországban, a Tengermellék-Hegyvidék megyében. Közigazgatásilag Skradhoz tartozik.

## Fekvése
Fiumétól 36 km-re északkeletre, községközpontjától 3 km-re nyugatra, erdők között fekszik.

## Története
A falunak 1857-ben 52, 1910-ben 46 lakosa volt. A falu a trianoni békeszerződésig Modrus-Fiume vármegye Delnicei járásához tartozott. 2011-ben a falunak 2 lakosa volt.

## Lakosság
| Lakosság változása | Lakosság változása | Lakosság változása | Lakosság változása | Lakosság változása | Lakosság változása | Lakosság változása | Lakosság változása | Lakosság változása | Lakosság változása | Lakosság változása | Lakosság változása | Lakosság változása | Lakosság változása | Lakosság változása | Lakosság változása |
| ------------------ | ------------------ | ------------------ | ------------------ | ------------------ | ------------------ | ------------------ | ------------------ | ------------------ | ------------------ | ------------------ | ------------------ | ------------------ | ------------------ | ------------------ | ------------------ |
| 1857               | 1869               | 1880               | 1890               | 1900               | 1910               | 1921               | 1931               | 1948               | 1953               | 1961               | 1971               | 1981               | 1991               | 2001               | 2011               |
| 52                 | 67                 | 43                 | 43                 | 28                 | 46                 | 42                 | 39                 | 31                 | 29                 | 20                 | 14                 | 7                  | 2                  | 1                  | 2                  |